# Raptors 905
Les Raptors 905 (Raptors 905 en anglais), sont une équipe canadienne franchisée de la NBA Gatorade League, ligue américaine mineure de basket-ball créée et dirigée par la NBA au début de la saison 2015-2016. L'équipe, qui est affiliée avec celle des Raptors de Toronto, est domiciliée à Mississauga (Ontario). Ils jouent leurs matchs à domicile dans le Hershey Centre et quelques matchs au Centre Air Canada, la salle de leur club parent, les Raptors de Toronto. Raptors 905 est la huitième équipe de D-League à être détenue par une équipe NBA et la première qui est basée en dehors des États-Unis.
Le nom « 905 » fait référence à l'indicatif téléphonique local de la région de la banlieue du Grand Toronto, et est un raccourci commun se référant aux banlieues de Toronto.

## Historique

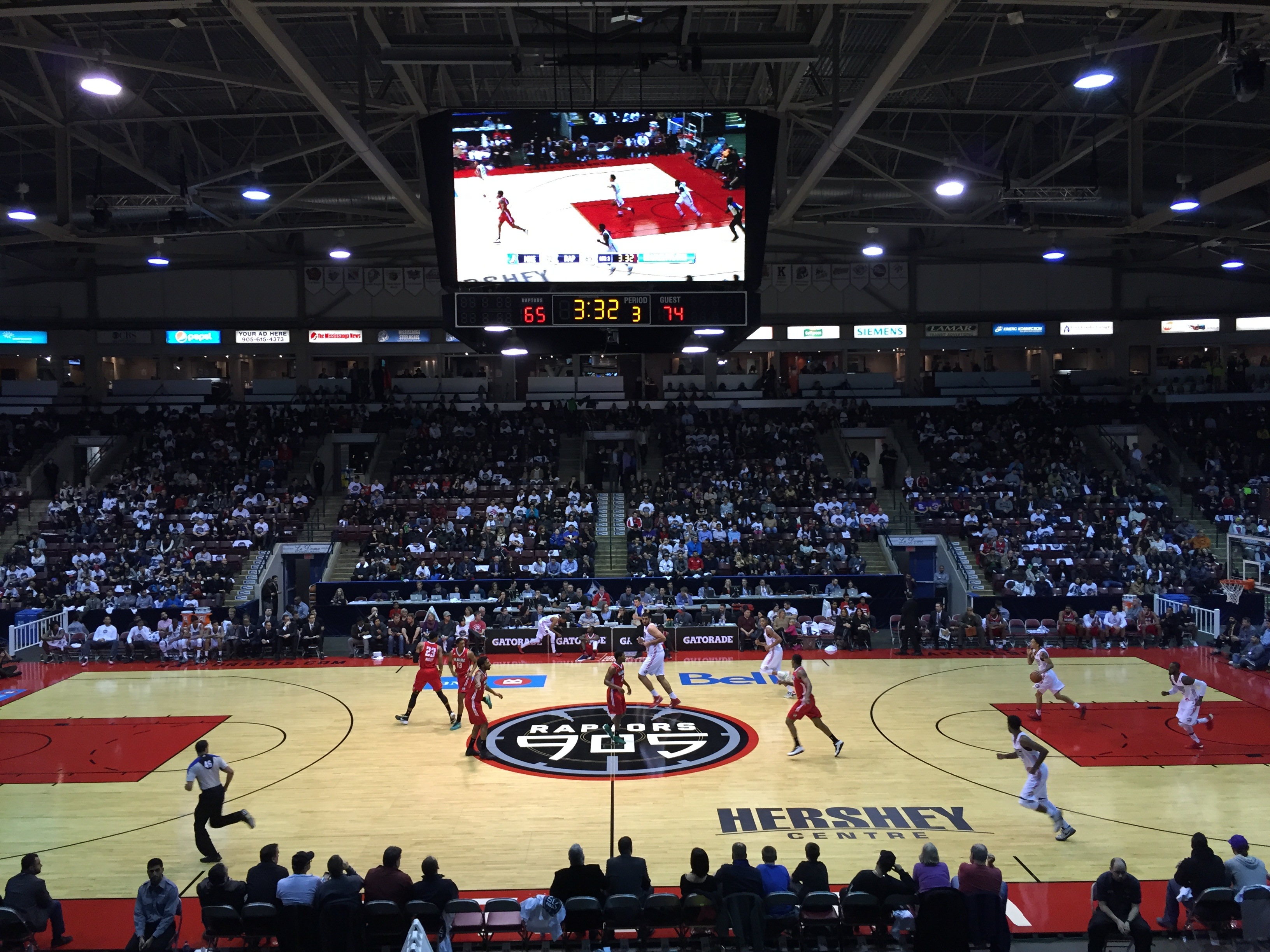
Raptors 905 lors du match inaugural à domicile au Hershey Centre de Mississauga

En 2008, le président et général manager des Raptors de Toronto Bryan Colangelo déclare que MLSE envisage de lancer une franchise en D-League dans la région de Toronto sous quelques années afin d'aider l'équipe des Raptors à se développer. Le FirstOntario Centre d'Hamilton et Oshawa ont été à l'étude pour accueillir la franchise. Cependant, la franchise canadienne connaît des difficultés dues à des questions fiscales et de visa, et Rochester à New York est à la frontière des États-Unis, est considérée comme une alternative,.
En avril 2015, le remplaçant de Colangelo, Masai Ujiri, annonce que le conseil d'administration de MLSE a approuvé l'achat d'une franchise, et qu'ils étaient dans les négociations avec la NBA sur l'endroit où l'équipe allait jouer et si elle pourrait être lancée à temps pour la saison 2015-2016. En juin 2015, il est annoncé que MLSE achète une équipe de D-League, qui serait nommé Raptors 905 et commencerait à jouer à l'Hershey Centre dans la ville de Mississauga, Ontario, une banlieue de Toronto. L'équipe est nommée en rapport avec le code postal utilisé par la plupart des habitants de la banlieue du Grand Toronto. La franchise coûte 6 millions de dollars. Un accord est négocié avec Mississauga Power de la Ligue nationale de basketball du Canada, qui détient le bail du basket-ball à l'Hershey Centre, occupé par le Mississauga Power,. L'équipe envisage de jouer quelques matchs au Centre Air Canada de Toronto, la salle des Raptors de Toronto, leur équipe affiliée.

### Saison 2015-2016
Le 7 juillet 2015, il est annoncé que Jesse Mermuys (en) est nommé entraîneur des Raptors 905 avec Dan Tolzman en général manager. Mermuys quitte donc sa fonction d'entraîneur-assistant qu'il occupait chez les Raptors de Toronto pour l'entraîneur Dwane Casey. Le 28 juillet 2015, il est annoncé que l'ancien entraîneur Tim Lewis occupera le poste d'entraîneur-assistant. Le 4 novembre 2015, les Raptors dévoilent leurs nouveaux uniformes (domicile et extérieur) où sont indiqués « 905 » et un autre logo qui a été dévoilé.
En fin de saison 2015-2016, le français Axel Toupane et nommé meilleure progression de l'année.

### Saison 2016-2017
Le 13 juin 2016, une information rapporte que l'entraîneur Jesse Mermuys quitte ses fonctions au 905 pour les Lakers de Los Angeles où il est nommé entraîneur-assistant. Le 2 août 2016, les Raptors 905 annoncent que l'ancienne star de la NBA Jerry Stackhouse est nommé entraîneur de l'équipe.
En 2016-2017, les 905 terminent la saison avec 39 victoires pour 11 défaites (second meilleur bilan de l'histoire de la ligue), remportant leur premier titre de division. Leur bilan de 21-4 à l'extérieur est un record GLeague.
Jerry Stackhouse est nommé entraîneur de l'année, tandis que le pivot Edy Tavares est choisi comme défenseur de l'année.
Ils finissent par remporter le premier titre de leur histoire, et Pascal Siakam est nommé meilleur joueur des finales.

### Saison 2017-2018
Leur bilan pour 2017-2018 est un peu moins bon, mais ils parviennent tout de même en finale, éliminés par les Spurs d'Austin.

### Saison 2018-2019
En 2019, ils sont de nouveaux qualifiés en playoffs, mais ne franchissent pas la demi-finale.
Chris Boucher est le leader de l'équipe, glanant les titres de meilleur joueur et de meilleur défenseur de l'année.

### Saison 2019-2020
La saison 2019-2020 ne commence pas sous les meilleures auspices, car la franchise est obligée d’annuler la première rencontre. La salle a subi des avaries, et le match ne peut se tenir . L’équipe met aussi un peu de temps à rentrer dans son basket, et perd les quatre premiers matchs disputés… Malgré l’instabilité de l’effectif (22 joueurs utilisés), ils parviennent à équilibrer le bilan pour terminer dans le ventre mou de leur division. Comme pour les autres cependant, la saison est amputée des sept derniers matchs à cause de l’épidémie de Covid-19.

### Saison 2020-2021
La préparation de la saison 2020-2021 démarre plus tard, bardée d’incertitudes. Ce n’est donc que le 4 décembre que l’on connaît le nom du quatrième entraîneur de la franchise, Patrick Mutombo. A 40 ans, il arrive des Raptors en NBA où il était assistant de Nick Nurse. Mahlalela quant à lui fait le chemin inverse.

### Logos

Logo des Raptors 905 (depuis 2015)

## Records et résultats

### Palmarès
| Palmarès des Raptors 905                                                              |
| - NBA Gatorade League - 5 participations - Champion : 1 (2017) - Finaliste : 1 (2018) |

### Saison par saison
| Raptors 905               |                           |                           |     |    |      |                |  |
| 2015–2016                 | Atlantic                  | 5e                        | 23  | 27 | .460 | -              |  |
| 2016–2017                 | Central                   | 1er                       | 39  | 11 | .780 | Champion       |  |
| 2017–2018                 | Atlantic                  | 2e                        | 31  | 19 | .620 | Finaliste      |  |
| 2018–2019                 | Atlantic                  | 3e                        | 29  | 21 | .580 | Demi-finaliste |  |
| 2019–2020                 | Atlantic                  | 3e                        | 22  | 21 | .512 |                |  |
| Bilan en saison régulière | Bilan en saison régulière | Bilan en saison régulière | 144 | 99 | .593 |                |  |
| Bilan en Playoffs         | Bilan en Playoffs         | Bilan en Playoffs         | 10  | 4  | .714 |                |  |

## Joueurs et personnalités du club

### Entraîneurs successifs
Le tableau suivant présente la liste des entraîneurs du club depuis 2015.
| # | Entraîneur           | Période   | Saison régulière | Saison régulière | Saison régulière | Saison régulière | Playoffs | Playoffs | Playoffs | Playoffs | Récompenses                |
| # | Entraîneur           | Période   | M                | V                | D                | %                | M        | V        | D        | %        | Récompenses                |
| - | -------------------- | --------- | ---------------- | ---------------- | ---------------- | ---------------- | -------- | -------- | -------- | -------- | -------------------------- |
| 1 | Jesse Mermuys (en)   | 2015–2016 | 50               | 23               | 27               | .460             | -        | -        | -        | -        |                            |
| 2 | Jerry Stackhouse     | 2016–2018 | 100              | 70               | 30               | .700             | 12       | 9        | 3        | .750     | Entraîneur de l'année 2017 |
| 3 | Jama Mahlalela (en)  | 2018–2020 | 93               | 51               | 42               | .548             | 1        | 1        | 1        | .500     |                            |
| 4 | Patrick Mutombo (en) | 2020–     | -                | -                | -                | -                | -        | -        | -        | -        |                            |

### Joueurs célèbres ou marquants
- Anthony Bennett
- Norman Powell
- Axel Toupane
- Pascal Siakam
- Fred VanVleet